# Chiesa di Santa Maria del Rosario (Caslano)
La chiesa di Santa Maria del Rosario è un edificio religioso barocco che si trova a Magliasina, nel territorio di Caslano.

## Storia
L'origine dell'edificio risale al XVI secolo, ma il suo aspetto attuale si deve alle modifiche subite nei primi anni del Seicento, quando fu realizzato il soffitto, e soprattutto nel XVIII secolo: fra il 1721 e il 1739 fu realizzato il coro, le volte furono chiuse e fu realizzato il campanile. Nello stesso secolo fu rimaneggiata la facciata, il cui impianto rimane però cinquecentesco.